# Te Deum
A Te Deum laudamus... egy ókeresztény, valószínűleg 4. századi, hálaadó himnusz, amelynek szerzője ismeretlen. Magyarországon a római katolikus egyház használja.

## Szerzője, keletkezése és használata
A leggyakrabban Szent Ágostonhoz vagy Szent Ambrushoz kötik, de ma a legtöbb tudós ezt nem tartja bizonyítottnak. A 7. században már Szent Benedek Regulájában szerepel, hogy ünnep- és vasárnapokon az esti imában énekelni kell. Habár a katolikus egyház római rítusa csak a latin nyelvet használta egészen a II. Vatikáni Zsinatig, már a középkorban fellelhetőek anyanyelvű fordítások.
Ma a bencés szerzeteseken kívül az egyház a polgári év végén és szentelésekkor használja.

## Szövege
| magyar nyelven | latin nyelven |
| --- | --- |
| Téged, Isten dicsérünk, * téged Úrnak ismérünk. Téged, örök Atyaisten * mind egész föld áld és tisztel. Téged minden szép angyalok * Kerubok és Szeráfkarok. Egek és minden hatalmak * szüntelenül magasztalnak. Szent vagy, szent vagy, * erősséges szent Isten vagy! Nagyságoddal telve ég, föld,* dicsőséged mindent bétölt. Téged dicsér, egek Ura * apostolok boldog kara. Dicséretes nagy próféták * súlyos ajka hirdet és áld. Jeles mártírseregek * magasztalnak tégedet. Vall tégedet világszerte * szent Egyházad ezerszerte. Ó Atyánk, téged *s mérhetetlen nagy Fölséged. S azt, ki hozzánk tőled jött le * Atya igaz Egyszülöttje. És áldjuk veled * Vigasztaló Szentlelkedet. Krisztus, Isten Egyszülöttje * Király vagy te mindörökre. Mentésünkre közénk szálltál * szűzi méhet nem utáltál. Halál mérgét megtiportad * mennyországot megnyitottad. Isten jobbján ülsz most széket: * Atyádéval egy fölséged. Onnan leszel eljövendő: * mindeneket ítélendő. (Itt meghajlunk vagy letérdelünk.) Téged azért, Uram, kérünk,* mi megváltónk, maradj vélünk! Szentjeidhez végy fel égbe * az örökös dicsőségbe! Szabadítsd meg, Uram, néped, * áldd meg a te örökséged! Te kormányozd, te vigasztald * mindörökké felmagasztald! (Fölegyenesedünk vagy fölállunk.) Mindennap dicsérünk téged, * szent nevedet áldja néped. Bűntől e nap őrizz minket * és bocsásd meg vétkeinket! Irgalmazz, Uram, irgalmazz; * híveidhez légy irgalmas! Kegyes szemed legyen rajtunk * tebenned van bizodalmunk. Te vagy Uram, én reményem, * ne hagyj soha szégyent érnem! | Te Deum laudamus, te Dominum confi temur. Te aeternum Patrem omnis terra veneratur. Tibi omnes Angeli, tibi caeli et universae Potestates. Tibi Cherubim et Seraphim incessabili voce proclamant: Sanctus, Sanctus, Sanctus Dominus Deus Sabaoth. Pleni sunt caeli et terra majestatis gloriae tuae. Te gloriosus Apostolorum chorus, te Prophetarum laudabilis numerus, te Martyrum candidatus laudat exercitus. Te per orbem terrarum sancta confi tetur Ecclesia. Patrem immensae majestatis; venerandum tuum verum et unicum Filium; Sanctum quoque Paraclitum Spiritum. Tu rex gloriae, Christe. Tu Patris sempiternus es Filius. Tu, ad liberandum suscepturus hominem, non horruisti Virginis uterum. Tu, devicto mortis aculeo, aperuisti credentibus regna caelorum. Tu ad dexteram Dei sedes, in gloria Patris. Judex crederis esse venturus. Te ergo quaesumus, tuis famulis subveni, quos pretioso sanguine redemisti. Aeterna fac cum Sanctis tuis in gloria numerari. Salvum fac populum tuum, Domine, et benedic hereditati tuae. Et rege eos, et extolle illos usque in aeternum. Per singulos dies benedicimus te; et laudamus nomen tuum in saeculum, et in saeculum saeculi. Dignare, Domine, die isto sine peccato nos custodire. Miserere nostri, Domine, miserere nostri. Fiat misericordia tua, Domine, super nos, quemadmodum speravimus in te. In te, Domine, speravi: non confundar in aeternum. |

## Művészi feldolgozások
A Te Deum mélysége, hangulata számtalan alkalommal ihlette meg az írókat, zenészeket. Néhány példa a művészettörténetből:
- Hector Berlioz: Te Deum, Op. 22 – 1850-ben írta megemlékezésképp a napóleoni sereg bevonulására Párizsba a győztes itáliai hadjárat után. (1855-ben mutatták be ezerfős előadói apparátussal, többezres tömeg előtt a Saint-Eustache székesegyházban.)
- Kodály Zoltán Buda török alóli felszabadulásának 250. évfordulójára írta a Budavári Te Deumot. 1936-ban mutatták be a Mátyás templomban.
- Sík Sándor verse Te Deum
- Móra Ferenc Veni Sancte, Te Deum címmel írt páros elbeszélést
- Anton Bruckner Te Deum Laudamus címen írt kórusművet
- Marc-Antoine Charpentier Hugh Wiley Hitchcock katalógusa szerint H.146-os opus számú művének prelűdje jól ismert, mint a Európai Műsorsugárzók Uniója közvetítéseinek felvezető zenéje (mint például az Eurovízió dalverseny).
- Wolfgang Amadeus Mozart motettája a CPDL-ben (közkincs)
- Feldolgozta még: Antonín Dvořák, Antonio Salieri
- Joseph Haydn két Te Deumot is komponált. A második, C-dúr Te Deum Mária Terézia kérésére készült, és az eisenstadti Eszterházy-kastélyban adták elő először, Horatio Nelson admirális látogatásának tiszteletére (aki egy aranyórát ajándékozott Haydn-nak, és cserébe azt a tollat kérte el tőle, amivel a művet írta.)
- Marc-Antoine Charpentier - Te Deum